# Jézus szíve templom (Kőszeg)
A Jézus szíve plébániatemplom Kőszeg történelmi belvárosában áll, ott, ahol a Várkör és a piac a Fő térbe torkollik.
A neogótikus templom Vas vármegye második legnagyobb temploma a szombathelyi székesegyház után. Ludwig Schöne bécsi építész tervei alapján 1892–1894 közt építették a főtéri Korona szálló helyén. Először az egyház újíttatta fel 1936-ban, másodszor az állam 1987-ben. 2022-től ismételten felújítás alatt áll, de a felújítás alatt is használatban marad.

## Építése
Az város népeeségének növekedése miatt szükségessé vált egy nagyobb, új templom építése, amelyre már Győri János plébános adománygyűjtésbe kezdett, aki 1817-től 33 éven át szolgált itt. Az általa létrehozott alapba négyezer pengő forintot hagyományozott az utódaira.
A templom építése Major János plébános idejére esett, akinek a 25 éves kőszegi plébánosi évfordulóján, 1893. május 5-én tűzik fel a magasba a toronykeresztet. Az elkészült keresztet előtte 1893. április 25-én a plébános megáldotta. 
A toronykeresztet Lauringer János lakatosmester készítette, és az ugyancsak kőszegi Wilfinger József aranyozó vonta be tűzarannyal.
Eredetileg a teljes tetőfelületet morvaországi mázas cserép fedte, de a toronysisakok kivételével - az 1929-es rendkívüli jégeső következtében - elpusztult a homlokzati hatást befolyásoló tetőfedés.
A templom építésének vezetője, Andráskay Müller Ede volt. A felszentelésére 1894. szeptember 23-án került sor.<refA kőszegi Jézus Szíve templom</ref>

## Az épület
A háromhajós csarnoktemplomnak csonka kereszthajója van, szentélye sokszöggel záródik. Bejárata fölött emelkedik az 57 méteres torony, amit két fiatorony díszít. Harangjátéka Händel Saul című oratóriumából játszik részletet. A toronyban négy harang lakik, melyek közül a két nagyobb kisvárosi viszonylatban hatalmas.
Belül a bejárat fölött tört mellvédfalas karzatot képeztek ki.
A belső, úgynevezett polikrom mennyezet-, fal- és oszlopfestés Otto Kott műve. Több üvegablakát helyi családok adományozták. Az ablakok Jézust, Szűz Máriát, Szent Józsefet és több magyar szentet és boldogot (Szent István király, Gizella királyné, Szent Imre herceg, Szent László király, Szent Erzsébet, Szent Margit) ábrázolnak. Berendezési tárgyai közül több darab középkori és barokk; a Szent Jakab-templomból kerültek ide.

## Berendezése
Faragott faoltárai Bécsben és Tirolban készültek.
Orgonája 1894-ben készült a Rieger-fivérek üzemében. A 21 regiszteres, két manuálos hangszer a gyár korai alkotásainak egyike.
A kegytárgyak közül több szép középkori és barokk ötvösmunka a Szent Jakab-templomból került át ide. Különösen értékes a korábbi plébániatemplom felszereléséből megmaradt két kehely: az egyik 1421-ben, a másik 1486-ban készült. Az utóbbi, gótikus aranyozott ezüst kehely Wolfgang Haiden munkája. Különlegessége a szárán levő gomb (nódusz) kápolnás díszítése. A kupa kosara áttört, liliomos; talprészén a művész Szent Dorottya alakját domborította ki.
Nagyon szép a 15. század második feléből származó aranyozott ezüst úrmutató, a torony alakú gótikus monstranciák szép példája. A szentségház felett egy oszlopos, központi kápolnában áll a szenvedő Jézus szobra. A csúcsban végződő gúlán kereszt látható a megfeszített Jézussal.
Itt őrzik az ún. Bezerédj-kazulát, amit Bezerédjné Bottka Mária készített 1708-ban.

## Felújítása
2020. július 22-én bejelentették, hogy a kőszegi egyházi ingatlanok felújítására a Kormány két határozatában adott
összesen 6,5 milliárd Ft támogatást. Nem csupán a tetőhéjazat cseréjét kell elvégzeni, hanem a tetőszerkezetet
jelentős mértékben felújítják az esővíz okozta károk miatt. A homlokzaton szétfagyott műkő díszítések helyreállítása szintén feladat. A templomtorony sisakja látványosan megdőlt állapotban volt, amelyet nem tudtak a korábbi felújítások során megoldani. 2022-ben kezdődött a templom felújítása és beállványozása. A torony megemelésével az ácsszerkezet megújítása 2023-ben megtörtént.

## Galéria

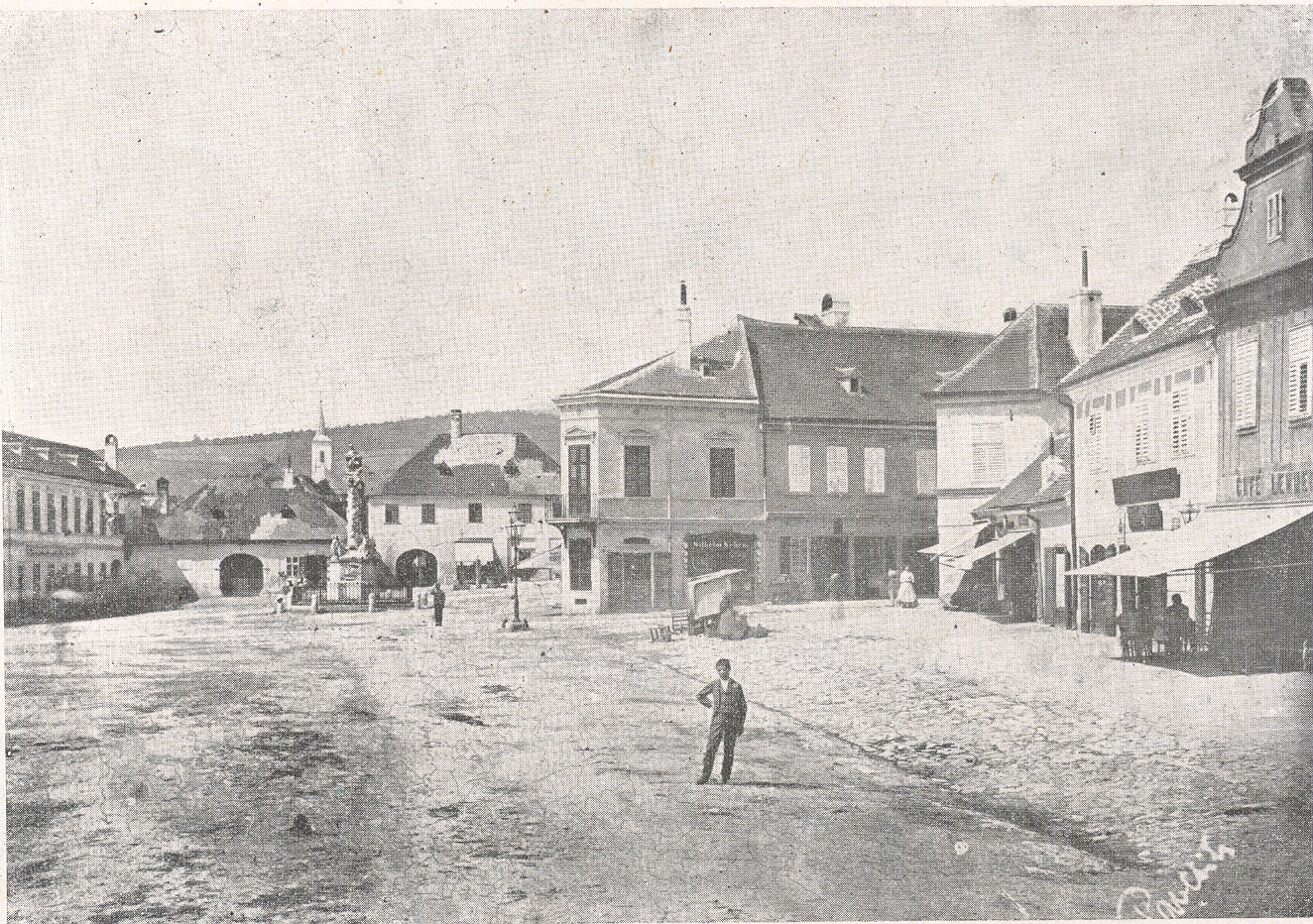
A Fő tér az egykori Korona szállóval
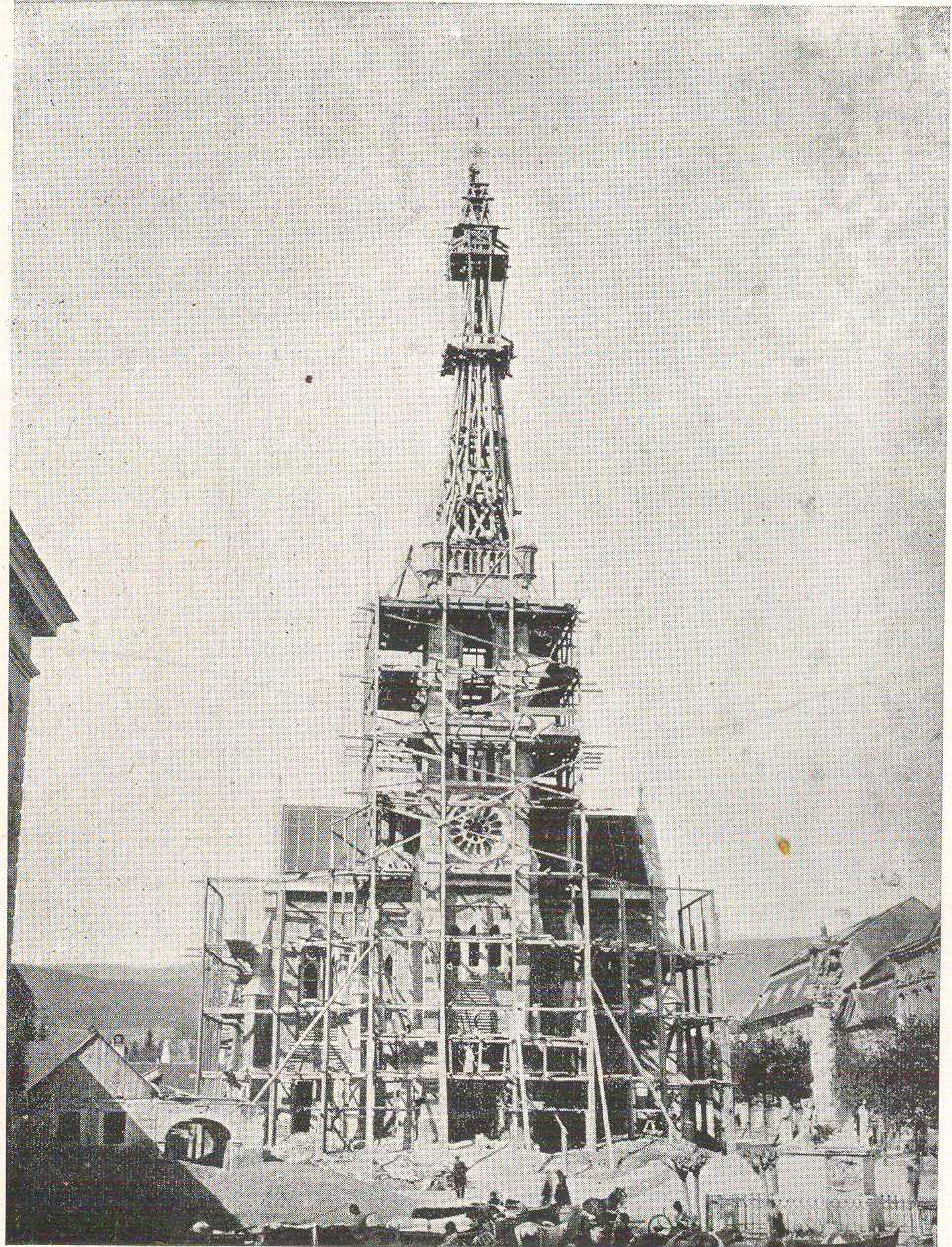
Az épülő templom
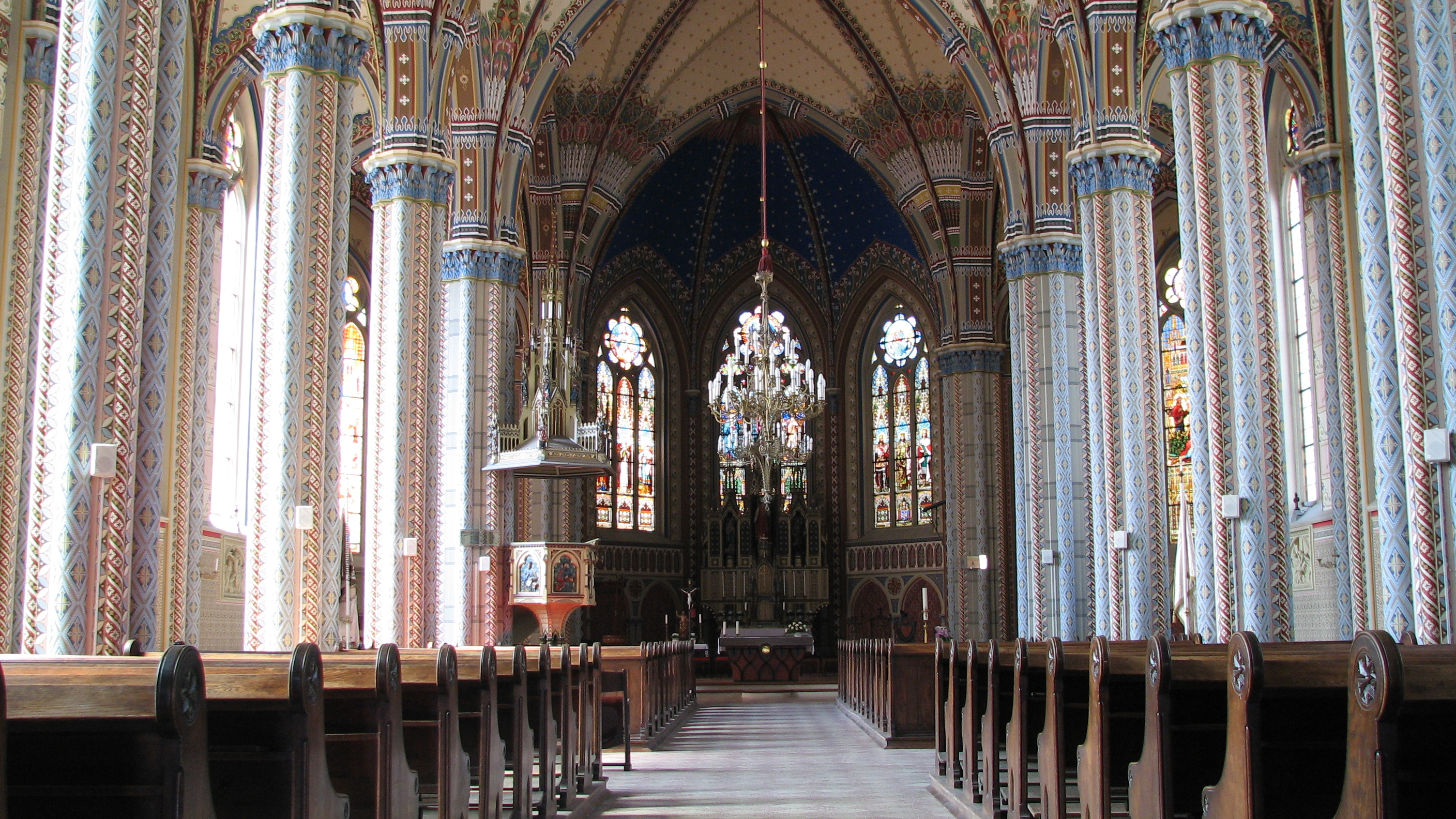
A főhajó
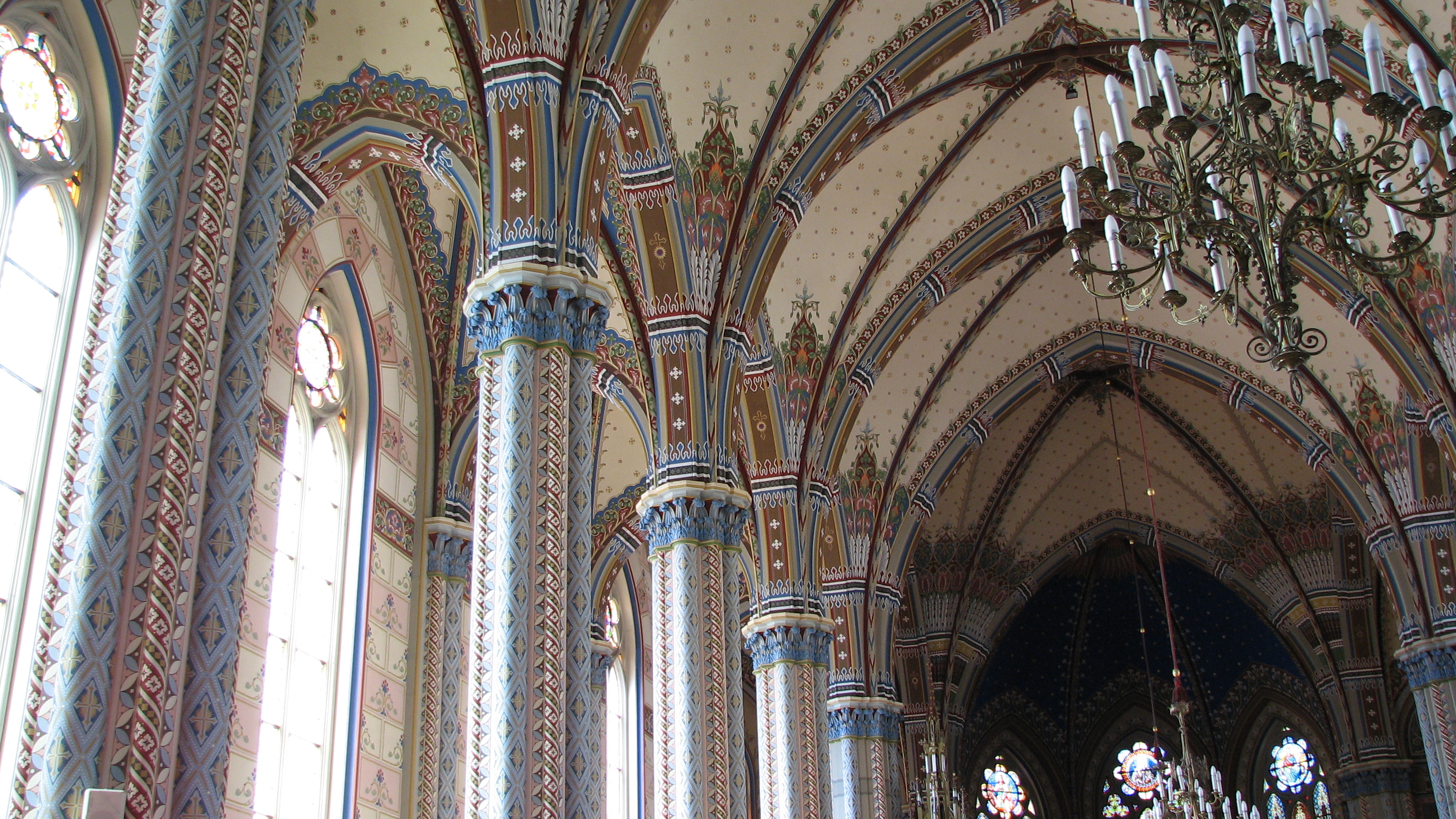
Oszlopfők
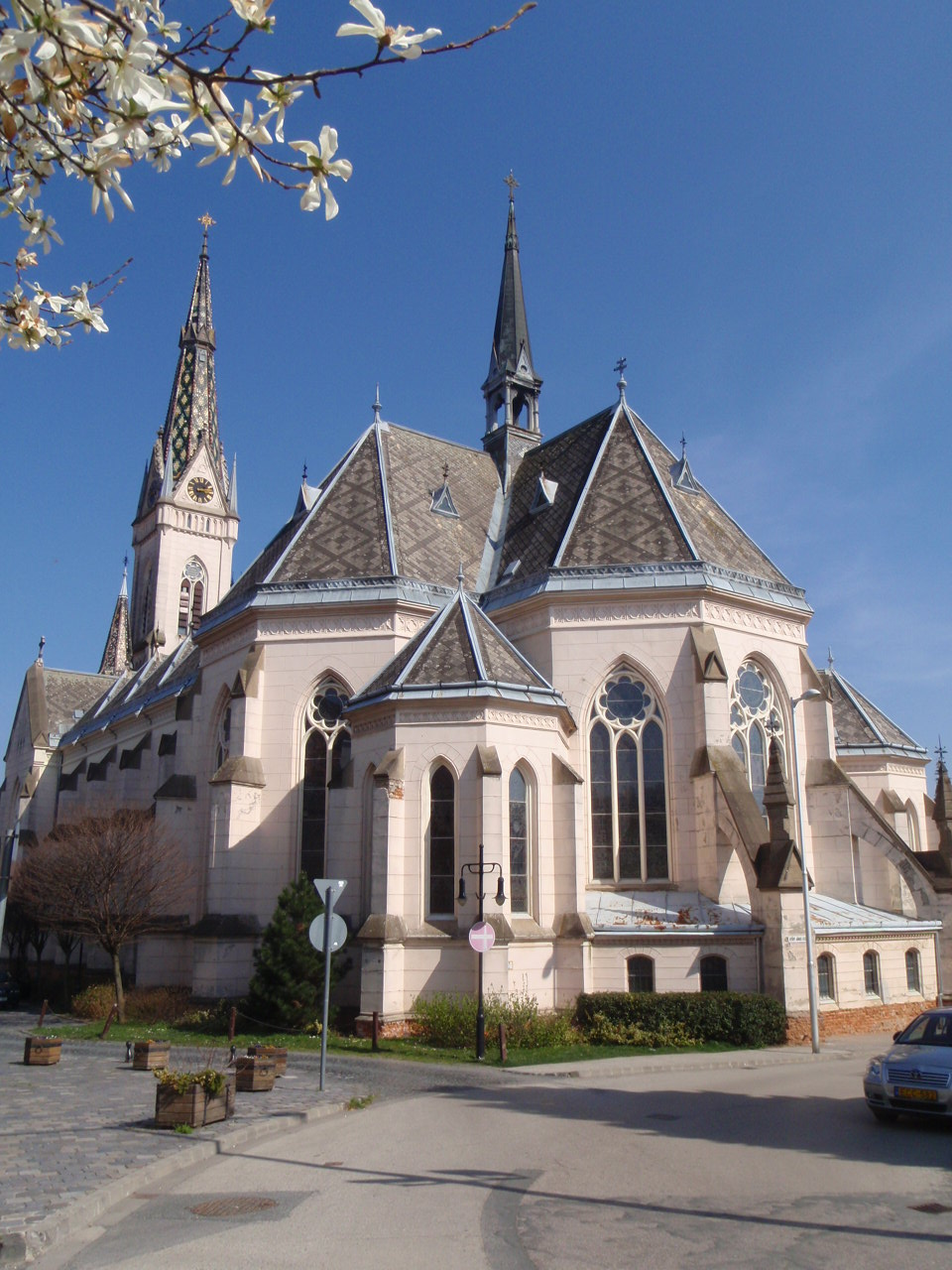
Jézus Szíve templom nyugatról
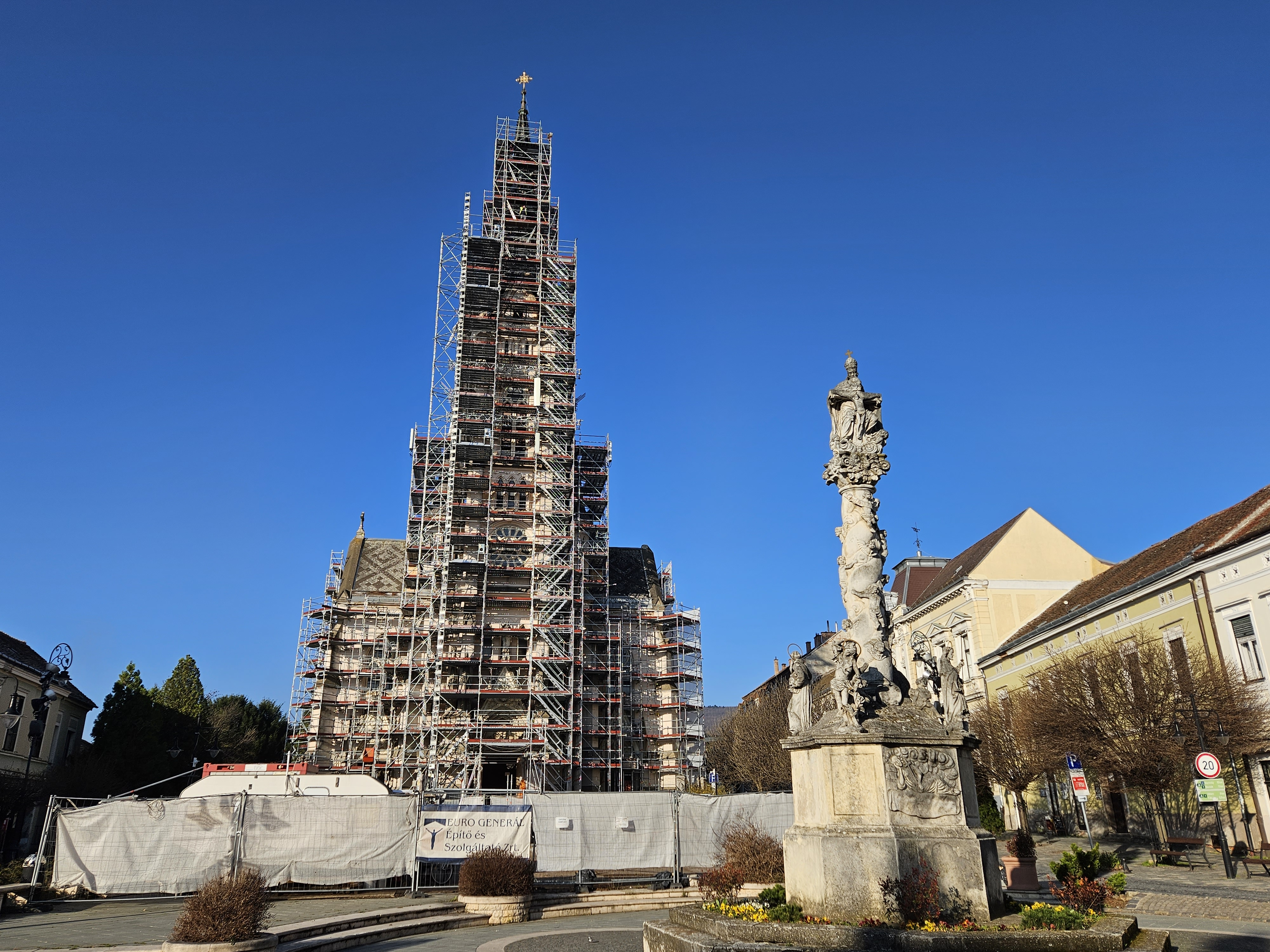
Felállványozva 2024-ben